# Бесараб Павло Вадимович
Павло Вадимович Бесараб (нар. 7 березня 1996, Олександрія, Кіровоградська область, Україна) — український футболіст, захисник новокаховської «Енергії».

## Життєпис
Народився в Олександрії, Кіровоградська область. Футболом розпочав займатися в російському місті Митищі (Московська область). З 2009 по 2014 рік виступав за «Дніпро» у чемпіонаті ДЮФЛУ, де зіграв 107 матчів та відзначився 13-а голами. У 2015 році повернувся до Олександрії, де до 2016 року грав за молодіжний склад однойменного клубу.
Взимку 2017 року перебрався в «Інгулець-2», у футболці якого дебютував 18 березня 2017 року в переможному (3:0) домашньому поєдинку 21-о туру Другої ліги проти миколаївського «Суднобудівника». Павло вийшов на поле в стартовому складі та відіграв увесь матч, а на 30-й хвилині отримав жовту картку. За півтора сезони в команді зіграв 30 матчів у Другій лізі. Залучався й до поєдинків першої команди петрівчан, у футболці якої дебютував 26 липня 2017 року в переможному (3:1) домашньому поєдинку 2-о попереднього раунду кубку України проти «Полтави». Бесараб вийшов на поле в стартовому складі та відіграв увесь матч. У Першій лізі України дебютував за «Інгулець» 19 серпня 2017 року в програному (0:1) домашньому поєдинку 7-о туру проти кременчуцького «Кременя». Павло вийшов на поле на 65-й хвилині, замінивши Ігора Коцюмаку. У складі першої команди петрівчан зіграв 3 матчі в Першій лізі України та 2 поєдинки у кубку України.
Під час зимової перерви сезону 2017/18 років перебрався до аматорського клубу «Кристал» (Чортків). У середині липня 2018 року підписав контракт з «Енергією». У футболці новокаховського клубу дебютував 22 липня 2018 року в програному (0:2) домашньому поєдинку 1-о туру групи Б Другої ліги проти кременчуцького «Кременя». Бесараб вийшов на поле в стартовому складі, а на 69-й хвилині його замінив Микита Комісар.